# Cremastra
Cremastra – rodzaj roślin z rodziny storczykowatych (Orchidaceae). Obejmuje 7 gatunków występujących w Azji Południowo-Wschodniej w takich krajach i regionach jak: Asam, Chiny, wschodnie Himalaje, Japonia, Korea Północna i Południowa, Kuryle, Laos, Nepal, Tajwan, Tajlandia, Tybet, Wietnam, Sachalin.

## Systematyka
Rodzaj sklasyfikowany do plemienia Calypsoeae, podrodzina epidendronowe (Epidendroideae), rodzina storczykowate (Orchidaceae), rząd szparagowce (Asparagales) w obrębie roślin jednoliściennych.
Wykaz gatunków
- Cremastra amabilis (Sima & H.Yu) H.Jiang
- Cremastra aphylla T.Yukawa
- Cremastra appendiculata (D.Don) Makino
- Cremastra guizhouensis Q.H.Chen & S.C.Chen
- Cremastra malipoensis G.W.Hu
- Cremastra saprophytica Suetsugu
- Cremastra unguiculata (Finet) Finet